# Albert, al 12-lea Prinț de Thurn și Taxis
Albert Maria Lamoral Miguel Johannes Gabriel, al 12-lea Prinț de Thurn și Taxis (n. 24 iunie 1983, Regensburg, Germania) este prinț german și socialist. De la moartea tatălui său în 1990, ALbert este pe lista celor mai tineri miliardari din lume. A apărut prima dată pe această lista la vârsta de opt ani. Mama sa, Prințesa Gloria, a fost o figură populară în media în anii 1980 și a păstrat averea lui până când Albert a fost suficient de mare pentru a o moșteni. Albert are două surori mai mari: Prințesa Maria Theresia și Prințesa Elisabeta.